# (6625) Nyquist
(6625) Nyquist es un asteroide perteneciente al cinturón de asteroides, región del sistema solar que se encuentra entre las órbitas de Marte y Júpiter.
Fue descubierto el 2 de marzo de 1981 por Schelte John Bus  desde el Observatorio de Siding Spring, Nueva Gales del Sur, Australia.

## Designación y nombre
Designado provisionalmente como 1981 EX41. Fue nombrado por Laurence E. Nyquist (n. 1939), un científico planetario del Centro Espacial Johnson de la NASA. Su meticuloso trabajo sobre la cronometría de una amplia gama de materiales planetarios ha sido fundamental para desentrañar las escalas de tiempo de acreción, diferenciación e impactos en cuerpos progenitores de meteoritos.

## Características orbitales
Nyquist está situado a una distancia media del Sol de 3,157 ua, pudiendo alejarse hasta 3,757 ua y acercarse hasta 2,556 ua. Su excentricidad es 0,190 y la inclinación orbital 1,309 grados. Emplea 2048,57 días en completar una órbita alrededor del Sol.
Los próximos acercamientos a la órbita de Júpiter ocurrirán el 20 de agosto de 2067, el 10 de mayo de 2078 y el 10 de febrero de 2089.
Pertenece a la familia de asteroides de (24) Themis.

## Características físicas
La magnitud absoluta de Nyquist es 13,65. Tiene 9,698 km de diámetro y su albedo se estima en 0,130.